# 4411-es mellékút (Magyarország)
A 4411-es számú mellékút egy négy számjegyű országos közút Békés vármegye középső részén; Telekgerendást köti össze a 44-es főúttal, Kétsoprony számára pedig a 47-es főút felé biztosít összeköttetést.

## Nyomvonala
Békéscsaba, Kétsoprony és Kamut hármashatára közelében, de teljesen békéscsabai területen ágazik ki a 44-es főútból, nem sokkal annak a 109. kilométere után. Délnyugat felé indul, a vármegyeszékhely és Kétsoprony határvonalát követve, de alig fél kilométer után, a határvonallal együtt délnek, sőt délkeletnek fordul. 2,4 kilométer után elhalad a két előbbi település és Telekgerendás hármashatára mellett, onnét ez utóbbi község és Békéscsaba határvonalát kezdi kísérni, újból délnek fordulva. 4,7 kilométer után lép csak teljesen telekgerendási területre, de még sokáig csak külterületi határrészek közt húzódik, ezután is nagyjából dél felé.
A 6,650-es kilométerszelvénye táján keresztezi a 47-es főutat, annak 140,800-as kilométerszelvénye előtt, majd belép a település házai közé, ahol a Kossuth utca nevet veszi fel. A belterület keleti részén húzódik végig, majd 7,6 kilométer után, a belterület déli szélét és a Szeged–Békéscsaba-vasútvonal térségét elérve, utóbbi irányát követve keletnek fordul. 8. kilométere táján elhalad Telekgerendás vasútállomás mellett, majd újra délnek fordul, hogy keresztezze a vasutat. A kira.gov.hu térképe szerint a kilométer-számozása itt véget is ér, bár a 4411-es útszámot a térkép még az ezutáni szakasznál is feltünteti. A vasúti kereszteződés után az út még körülbelül 2,5 kilométert húzódik déli irányba, majd keletnek fordul és a 4432-es útba betorkollva ér véget, annak 9,200-as kilométerszelvénye közelében, immár ismét békéscsabai területen.
Teljes hossza, az országos közutak térképes nyilvántartását szolgáló kira.gov.hu adatbázisa szerint 8,733 kilométer.